# Piper trigoniastrifolium
Piper trigoniastrifolium är en pepparväxtart som beskrevs av C. Dc.. Piper trigoniastrifolium ingår i släktet Piper och familjen pepparväxter. Inga underarter finns listade i Catalogue of Life.